# پولیگلویدز کامای باکسز
پُولیگِلُویدِز کامای باکسِز (Polygaloides chamaebuxus)، مترادف شیرآور chamaebuxus, milkwort پوشیده از بوته، یک گیاه زینتی است در خانواده شیرآوریان. گلهای آن انفرادی است یا به صورت جفت در زیر بغل برگ. دو مهره داخلی، بالها به صورت راست و سفید تا زرد، گاهی به رنگ صورتی یا بنفش است. گلبرگهای کله به رنگ زرد روشن، پیری تا قهوه ای مایل به قرمز یا بنفش است. بومی آلپ‌ها و کوه‌های اروپای غربی-مرکزی است. این گیاه در حدود ۱۶۵۸ در سطح زیر کشت شناخته شده بود و توسط کارولوس کلوزیوس نشان داده شده‌است.
انواع مختلفی نیز کشت، برای استفاده در باغ، از جمله رقم، گراندفلورا، که گل‌های ارغوانی رنگ قرمز و زرد است.
گیاهان سفت و سخت هستند، توده‌های کم ارتفاع تا ۶ اینچ (۱۵ سانتیمتر) بلند و ۲۰ اینچ (۵۱ سانتیمتر) قطر. آنها ممکن است از قلمه چوب نرم که در اوایل فصل رشد گرفته می‌شود، تکثیر شوند. برخی از گونه‌ها در شرایط ericaceous به بهترین شکل رشد می‌کنند.

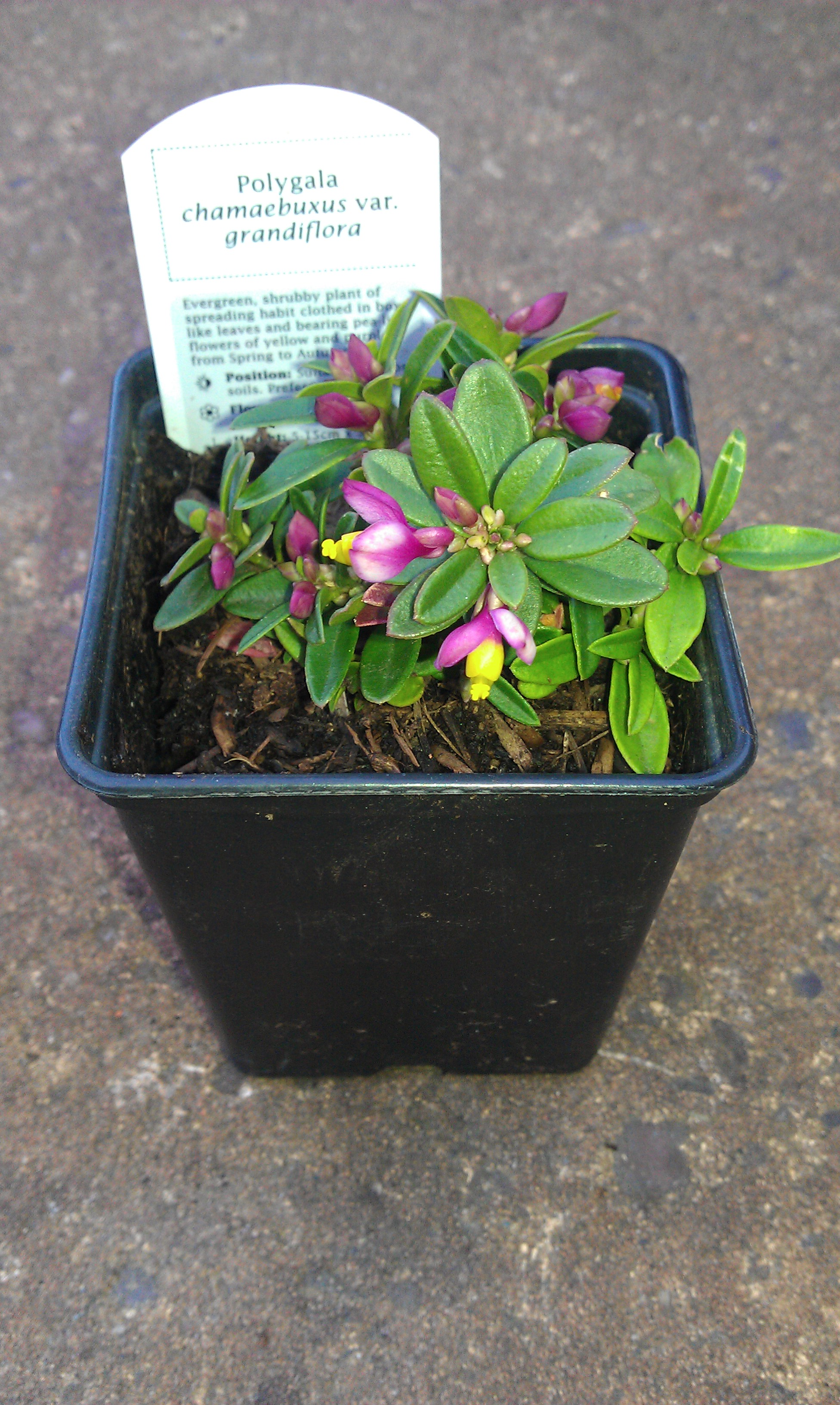
گلدان ارقام فروخته شده تجاری 'گراندفلورا'